# جزیره ابن عمر
جزیرهٔ ابن عُمَر یا به اختصار جزیره (به ترکی: Cizre با تلفظ جیزره، به کردی کرمانجی: Cizîra Botan جزیرا بوتان، به سُریانی: ܓܨܪܬܐ گُزارتو) شهری است در استان شرناق در جنوب شرقی ترکیه. این شهر در مرز ترکیه با سوریه و در نزدیکی نقطه تلاقی سه کشور ترکیه، سوریه و عراق واقع شده‌است و در شمال، جنوب و شرق در محاصره رود دجله قرار دارد و به همین دلیل به این نام مشهور است.

## پیشینه
حمدالله مستوفی بنای شهر را به اردشیر بابکان نسبت داده‌است، اما در تاریخ‌ها آمده‌است نخستین کسی که آن را آباد کرد حسن بن عمر بن خطّاب تَغلبی (درگذشته حدود ۲۵۰) بود که نام جزیره نیز از نام وی گرفته شده‌است.
نام قدیمی‌تر این شهر بازَبْدا بوده‌است.
شهر جزیره در خمیدگی رود دجله بنا شده‌است و نهری که حفر آن را به حسن بن عمر نسبت می‌دهند حلقه خم را در تنگی آن به هم پیوند داده‌است. با این عمل محوطه شهر تبدیل به جزیره شده و نام جزیره نیز از همان‌جا به وجود آمده‌است. البته منطقه جزیره در دوره خلافت عباسی و حتی عثمانی به منطقه‌ای وسیع از دیاربکر گرفته تا موصل و حلب اطلاق می‌شده‌است.
بر اثر شدت جریان آب، نهر جانشین بستر اصلی دجله شده و بستر قدیمی رود که شهر را دور می‌زده، خشک شده‌است. جزیره ابن‌عمر، بندری رودخانه‌ای در موقعیتی جزیره‌ای است. دجله از این نقطه به بعد قابل کشتیرانی است.
جاده‌ای رومی به نام درب عتیق، که مشخص‌کننده مرز میان مناطق عرب‌نشین و کردنشین است [این مطلب مورد تأیید امیر بدرخان بیگ پاشا (۱۸۶۸_۱۸۰۲ م)، بزرگترین امیر امارت بوتان نیز قرار گرفته‌است]، جزیره ابن عمر را به نصیبین و سپس به ماردین متصل می‌کند.
جزیره ابن عمر جزئی از یک منطقه قدیمی بزرگ‌تر به نام جزیره در شمال میان‌رودان است.
از بزرگان این شهر می‌توان به بدیع‌الزمان جزری، مهندس کرد، ابن اثیر، محدث، و ملای جزیری شاعر سدهٔ ۱۶ کردی کرمانجی یاد کرد.